# پاتریس تونار
پاتریس تونار (فرانسوی: Patrice Thévenard‎؛ زادهٔ ۲۵ اکتبر ۱۹۵۴) دوچرخه‌سوار اهل فرانسه است.